# Ехо от Холивуд
„Ехо от Холивуд“ е българско списание за киноизкуство, литература и художество. Излиза в Пловдив през 1929 г.
Списанието представлява рекламен лист с търговски кино реклами и кинохроника. Излиза всяка седмица, издадени са осем броя.